# تيبوغو موثوسي
تيبوغو موثوسي (بالإنجليزية: Tebogo Mothusi)‏ هو لاعب كرة قدم بوتسواني في مركز الوسط، ولد في 20 أكتوبر 1977 في بوتسوانا. شارك مع منتخب بوتسوانا لكرة القدم. أما مع النوادي، فقد لعب مع تاونشيب رولرز.

## وصلات خارجية
- تيبوغو موثوسي على موقع قاعدة بيانات كرة القدم.إي يو (الإنجليزية)
- تيبوغو موثوسي على موقع ناشيونال فوتبول تيمز (الإنجليزية)
- تيبوغو موثوسي على موقع Soccerway.com (الإنجليزية)
- تيبوغو موثوسي على موقع عالم كرة القدم.نت (الإنجليزية)